# Боранян Варшам Арутюнович
Варшам Боранян (вірм. Վարշամ Բորանյան; нар. 4 березня 1988, Ахурян, марз Ширак) — вірменський борець греко-римського стилю, чемпіон Європи.

## Життєпис
Боротьбою почав займатися з 2000 року.
Виступав за борцівський клуб Ахуряна. Багаторазовий чемпіон Вірменії. Тренер — Арам Гаспарян.

## Спортивні результати на міжнародних змаганнях

### Виступи на Чемпіонатах світу
| Змагання                        | Збірна   | Вагова категорія                 | Місце |
| ------------------------------- | -------- | -------------------------------- | ----- |
| Чемпіонат світу з боротьби 2014 | Вірменія | греко-римська боротьба, до 71 кг | 5     |
| Чемпіонат світу з боротьби 2015 | Вірменія | греко-римська боротьба, до 71 кг | 16    |
| Чемпіонат світу з боротьби 2016 | Вірменія | греко-римська боротьба, до 71 кг | 15    |
| Чемпіонат світу з боротьби 2017 | Вірменія | греко-римська боротьба, до 71 кг | 25    |

### Виступи на Чемпіонатах Європи
| Змагання                         | Збірна   | Вагова категорія                 | Місце  |
| -------------------------------- | -------- | -------------------------------- | ------ |
| Чемпіонат Європи з боротьби 2014 | Вірменія | греко-римська боротьба, до 71 кг | 13     |
| Чемпіонат Європи з боротьби 2016 | Вірменія | греко-римська боротьба, до 71 кг | Золото |

### Виступи на Кубках світу
| Змагання                    | Збірна   | Вагова категорія                 | Місце |
| --------------------------- | -------- | -------------------------------- | ----- |
| Кубок світу з боротьби 2011 | Вірменія | греко-римська боротьба, до 74 кг | 5     |
| Кубок світу з боротьби 2012 | Вірменія | греко-римська боротьба, до 74 кг | 10    |
| Кубок світу з боротьби 2013 | Вірменія | греко-римська боротьба, до 74 кг | 12    |

### Виступи на інших змаганнях
| Змагання                                     | Збірна   | Вагова категорія                 | Місце  |
| -------------------------------------------- | -------- | -------------------------------- | ------ |
| Кубок Ядегара Імама 2010                     | Вірменія | греко-римська боротьба, до 74 кг | Бронза |
| Гран-прі Німеччини з боротьби 2014           | Вірменія | греко-римська боротьба, до 71 кг | Золото |
| Турнір Дана Колова — Ніколи Петрова 2015     | Вірменія | греко-римська боротьба, до 75 кг | 7      |
| Київський Міжнародний турнір з боротьби 2017 | Вірменія | греко-римська боротьба, до 75 кг | Бронза |
| Гран-прі Іспанії з боротьби 2017             | Вірменія | греко-римська боротьба, до 75 кг | Бронза |

### Виступи на змаганнях молодших вікових груп
| Змагання                                       | Збірна   | Вагова категорія                 | Місце |
| ---------------------------------------------- | -------- | -------------------------------- | ----- |
| Чемпіонат Європи з боротьби серед юніорів 2008 | Вірменія | греко-римська боротьба, до 74 кг | 9     |